# John Lindgren (historiker)
John Waldemar Lindgren, född 20 april 1895 i Haverö församling, Västernorrlands län, död 20 augusti 1968 i Badelunda församling, Västmanlands län, var en svensk historiker, tidningsredaktör, författare och folkhögskolelärare.
Han blev fil.dr. i Uppsala 1927, extra ordinarie lärare vid Brunnsviks folkhögskola 1930 och ordinarie lärare 1932. Som historiker inriktade han sig på studiet av den svenska arbetarrörelsen.